# 金一哲

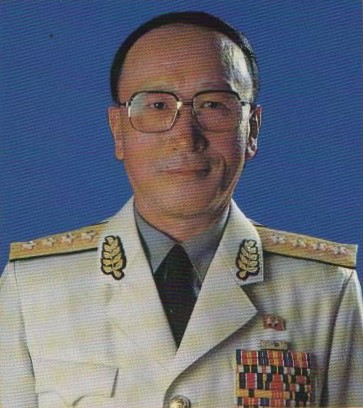
1994年的金一哲

金一哲（又稱金镒喆，朝鲜语：／，1933年—2023年9月15日），平壤市人（一说生于咸镜南道），朝鲜劳动党中央军事委员会委员，朝鲜国防委员会副委员长，人民武装力量部部长。1997年4月授次帅军衔。
2000年9月24日，金一哲率领的13名代表团越过了板门店参加在济州岛举行的南北国防部长会谈。这是朝鲜军方首脑首次穿越军事分界线。会谈结束后，金一哲一行在青瓦台得到了金大中的接见。这是朝鲜军方首脑首次到访青瓦台:597。

## 生平
1947年加入朝鲜人民军，先后在保安干部训练所、朝鲜人民军红旗万景台革命学院、朝鲜人民军海军学院学习。1962－1968年在苏联伏罗希洛夫海军指挥学院留学。1968年回国后任朝鲜人民军海军副参谋长，一些中文资料曾称他指挥了1968年1月23日俘获美国海军情报船“普韦布洛”号的行动。1971年任海军参谋长，1974年任海军副司令官。1980年10月在劳动党六大当选为中央委员、中央军事委员会委员。1982年6月任朝鲜人民军海军司令官，同月晋升中将。1985年5月晋升上将，1992年4月晋升大将。
1997年2月，人民武装力量部部长崔光元帅和第1副部长金光镇次帅先后逝世，金一哲于同年4月升任人民武装力量部第1副部长，实际主持工作，1997年4月晋升次帅。1998年9月－2003年9月任国防委员会副委员长，1998年9月－2000年9月任人民武装力量相。2000年9月起任人民武装力量部部长，2003年9月当选为国防委员会委员，2010年5月14日因年齡問題被解除所有職務。
朝鲜中央通讯社的報道称：“金一哲年届80高龄，因此解除其朝鲜国防委员会委员及人民武力部第一副部长职务。”除此之外，报导没有透露进一步细节。

## 履历
- 1958年 - 海軍大学毕业
- 1962年－1965年 - 大连海軍大学留学
- 1980年 - 劳动党中央軍事委员会委員
- 1985年 - 海軍司令官（上将）
- 1992年 - 人民軍大将
- 1997年 - 人民軍次帥、人民武力部第一副部長
- 1998年9月5日 - 国防委员会委員、人民武力相
- 2000年9月9日－2009年2月11日 - 人民武力部部長
- 2009年2月11日－2010年5月13日 - 人民武力部第一次官